# Полянки (Ивано-Франковская область)
Полянки (укр. Полянки) — село в Белоберёзской сельской общине Верховинского района Ивано-Франковской области Украины.
Население по переписи 2001 года составляло 604 человека. Занимает площадь 4 км². Почтовый индекс — 78726.